# Berrington Green
Berrington Green – wieś w Anglii, w hrabstwie Worcestershire, w dystrykcie Malvern Hills. Leży 30 km na północny zachód od miasta Worcester i 193 km na północny zachód od Londynu.